# Манифест фашизма
Манифест фашизма (итал. Il manifesto dei fasci di combattimento) — работа футуриста Филиппо Маринетти, национал-синдикалиста Альчесте де Амбриса и фашиста Бенито Муссолини. Выражает основные идеи и позиции итальянского фашизма.

## Содержание
Манифест был опубликован в «Il Popolo d'Italia» 6 июня 1919 года. Он состоит из четырёх разделов, каждый из которых описывает программу фашистов в политической, социальной, военной и финансовой областях.
В политическом разделе были обозначены такие цели и задачи как:
- Всеобщее избирательное право;
- Пропорциональное представительство на региональном уровне;
- Избирательное право для женщин;
- Создание национальных советов по делам экономики;
- Роспуск Сената Италии;
- Формирование Национальных советов (министерств) труда, промышленности, транспорта, здравоохранения, связи и т. д.

В разделе социальной политики:
- Введение 8-часового рабочего дня;
- Установление размеров минимальной заработной платы;
- Участие рабочих в управлении производством;
- Усиление влияния профсоюзов;
- Ремонт и реконструкция железных дорог, а также постройка новых;
- Пересмотр законопроекта о страховании по инвалидности;
- Сокращение пенсионного возраста с 65 до 55 лет.

В военном разделе:
- Создание краткосрочной службы в национальной милиции со специальными оборонительными обязанностями;
- Национализация военных заводов;
- Мирная, но конкурентоспособная внешняя политика.

В разделе финансов:
- Сильный прогрессивный налог на капитал;
- Захват всего церковного имущества и отмена всех епархий, на которых лежит огромная ответственность за нацию и привилегии бедных слоев населения;
- Пересмотр всех контрактов на военные положения;
- Пересмотр всех военных контрактов и захват в них 85 % прибыли.

Таким образом, манифест сочетал в себе идеи классового сотрудничества, корпоративизма и демократизма.